# Київський сільський округ
Ки́ївський сільський округ (каз. Киев ауылдық округі, рос. Киевский сельский округ) — адміністративна одиниця у складі Жаксинського району Акмолинської області Казахстану. Адміністративний центр та єдиний населений пункт — село Київське.
Населення — 629 осіб (2021; 734 у 2009, 974 у 1999, 1055 у 1989).
Станом на 1989 рік існувала Київська сільська рада (село Київське).